# Championnats du monde d'haltérophilie 1946
Navigation
Édition précédente Édition suivante
Les championnats du monde d'haltérophilie 1946 se tiennent à Paris, en France, du 18 octobre 1946 au 19 octobre 1946.

## Palmarès

### Hommes
| Catégorie    | Or                     | Or       | Argent                  | Argent   | Bronze                | Bronze   |
| ------------ | ---------------------- | -------- | ----------------------- | -------- | --------------------- | -------- |
| - de 60 kg   | Arvid Andersson (SWE)  | 320,0 kg | Mahmoud Fayad (EGY)     | 317,5 kg | Moisey Kasyanik (USA) | 310,0 kg |
| - de 67.5kg  | Stanley Stanczyk (USA) | 367,5 kg | Vladimir Svetilko (URS) | 347,5 kg | Georgi Popov (URS)    | 335,0 kg |
| - de 75 kg   | Khadr El-Touni (EGY)   | 377,5 kg | John Terpak (USA)       | 375,0 kg | Frank Spellman (USA)  | 372,5 kg |
| - de 82,5 kg | Grigory Novak (URS)    | 425,0 kg | Frank Kay (URS)         | 390,0 kg | Henri Ferrari (FRA)   | 390,0 kg |
| + de 82,5 kg | John Davis (USA)       | 435,0 kg | Yakov Kutsenko (URS)    | 415,0 kg | Mohamed Geisa (EGY)   | 395,0 kg |

## Tableau des médailles
| Rang  | Nation           | Or | Argent | Bronze | Total |
| ----- | ---------------- | -- | ------ | ------ | ----- |
| 1     | États-Unis       | 2  | 2      | 1      | 5     |
| 2     | Union soviétique | 1  | 2      | 2      | 5     |
| 3     | Égypte           | 1  | 1      | 1      | 3     |
| 4     | Suède            | 1  | 0      | 0      | 1     |
| 5     | France           | 0  | 0      | 1      | 1     |
| Total | Total            | 5  | 5      | 5      | 15    |